# Ignazio Thaon di Revel
Ignazio Isidoro Thaon di Revel e Saint-André, conte di Pralungo (Nizza, 10 maggio 1760 – Torino, 26 gennaio 1835), è stato un nobile e militare italiano.

## Biografia
Appassionato di studi letterati, intraprese la carriera militare come il padre, Carlo Francesco Thaon di Revel e Sant'Andrea del quale (insieme al fratello maggiore Giuseppe Alessandro) fu aiutante di campo durante la guerra delle Alpi: si distinse particolarmente alla battaglia dell'Authion quale ufficiale di Stato Maggiore e alla spedizione di Tolone, a seguito della quale, notato e lodato dagli inglesi, venne promosso colonnello di fanteria. Uomo di fiducia dei Savoia in quanto aiutante di campo dell'allora duca d'Aosta durante la guerra contro la Francia rivoluzionaria, fu in seguito incaricato a svolgere diverse missioni di rilievo sia di ordine diplomatico che politico e militare.

### Missioni diplomatiche e prigionia durante l'occupazione francese
Nominato ministro plenipotenziario (ambasciatore) del regno di Sardegna all'Aia (giugno 1789 - agosto 1791), nel maggio del 1796 negoziò la pace con la Francia Rivoluzionaria. Con il trattato di Parigi, i Thaon di Revel e Saint-André perdono i loro feudi nella contea di Nizza e il castello di Saint-André. Nel 1797 Ignazio fu nominato governatore provvisorio di Asti. 

Con la creazione della Repubblica Piemontese, si rifiutò di collaborare con la nuova amministrazione imposta dal Direttorio. Nel dicembre del 1798 fu segnalato tra coloro più vicini alla caduta monarchia e il 30 dicembre ebbe l'ordine dal generale Grouchy di partire entro 24 ore per Grenoble. Valicò il Moncenisio il 1º gennaio 1799, insieme al fratello Giuseppe Alessandro che aveva ricevuto ordine analogo. Dopo una prima detenzione a Grenoble furono trasferiti a Digione. 

I due fratelli evadono dalla prigione il 14 luglio dello stesso anno e dopo un rocambolesco viaggio, pieno di insidie e difficoltà, nell'autunno raggiungono il padre Carlo Francesco a Torino che era stato nominato al comando dell'esercito Sardo. 
Ignazio, diversamente dal padre e dal fratello che dopo la sconfitta alla battaglia di Marengo raggiunsero Carlo Felice Di Savoia in Sardegna, preferì ritirasi nella proprietà di Cimena presso Chivasso dove rimase per tutta la durata dell'annessione del Piemonte alla repubblica francese e poi all'Impero napoleonico.

### Al congresso di Vienna
Al rientro dei Savoia (15 aprile 1814), in virtù del rifiuto di collaborare con i francesi e per la fedeltà dei membri del suo casato verso la corona, fu nominato membro del consiglio di reggenza. Nel 1815 fu mandato in missione a Parigi alle trattative di pace, dove con abilità, ottenne la restituzione della Savoia al regno di Sardegna. Il 25 settembre 1814 ottenne da Vittorio Emanuele I, il titolo di conte di Pralungo (creato per la seconda volta), dando così inizio al ramo cadetto dei conti nella dinastia dei Thaon.
In veste di ministro plenipotenziario al congresso di Vienna nel 1815, ricevette dagli inglesi il possesso di Genova che venne così a far parte del Regno di Sardegna.
Oltre alle questioni relativi ai compensi territoriali poi sanciti, si adoperò per un problema di grande importanza per il Regno della Sardegna che riguardava la successione al trono. Re Vittorio Emanuele I non aveva eredi diretti maschi e suo fratello, Carlo Felice non aveva figli. Secondo la legge di famiglia del 1307, la successione doveva toccare al ramo secondogenito, i Savoia-Carignano rappresentato allora da Carlo Alberto. Nel suo soggiorno prima a Parigi poi in missione a Londra, Ignazio Revel lavorò con molto impegno per far riconoscere il principe Carlo Alberto come erede eventuale alla corona di Sardegna. Si ottenne il favore per questa successione della Francia e Inghilterra, contraria invece l'Austria che sostenne, senza successo, la candidatura di Francesco IV, duca di Modena.
Rientrato dal congresso di Vienna, Vittorio Emanuele gli affidava il governatorato di Genova, carica che tenne per un paio di anni. Durante il periodo genovese, istituì la questura. In onore della città, impose il nome di Genova al suo ultimogenito.
Nominato nel 1818 Viceré di Sardegna, lasciò Genova per Cagliari e al rientro in Piemonte nel 1820, succedette alla morte del fratello maggiore nel governatorato di Torino.

### Moti carbonari del 1820-1821
Il sovrano sconfessò la costituzione spagnola concessa dal principe di Carignano e durante i tumulti, il Revel si recò alla corte imperiale francese per ottenere l'appoggio delle armate dei Luigi XVIII per sedare le rivolte. Consigliò a Vittorio Emanuele I la resistenza energica oppure l'abdicazione a favore del fratello Carlo Felice di Savoia. Dopo l'allontanamento dal trono di Vittorio Emanuele I, raggiunge a Modena Carlo Felice da cui riceve l'incarico di stabilire contatti con diplomatici con l'Austria per assicurarsi un intervento della Santa Alleanza in caso di necessità.
Il 19 aprile 1821 fu nominato Luogotenente generale del regno con pieni poteri di alter ego, con il preciso compito di ristabilire l'ordine nello stato dopo le rivolte studentesche a Torino. Provvide difatti, con la caduta del governo provvisorio di Santorre di Santa Rosa, al ristabilimento dell'ordine. La repressione della sommossa fu durissima, istituì una Regia Delegazione per giudicare quanti si erano compromessi nella cospirazione. Furono emesse 71 condanne a morte, 5 all'ergastolo e 20 a pene detentive da 5 a 20 anni. Molti dei cospiratori condannati erano però fuggiti all'estero e solo 2 militari subirono la condanna a morte. Secondo la testimonianza di Ludovico Sauli d'Igliano, funzionario del ministero degli esteri a Torino (e alcuni storici), fu lo stesso Ignazio Thaon che fece consegnare i passaporti e lasciare che i più compromessi prendessero la via dell'esilio. La decisione del Revel fu motivata, dice il Roberto Guerri, "pensando che la restituita autorità legittima avrebbe amato meglio punire i semplici nomi degli assenti, anziché cacciar in prigione e castigare un'infinità di vittime infelici". Non mancò di influire lo status sociale dei cospiratori, esponenti in gran parte della nobiltà piemontese, legati anche da vincoli di amicizia e parentela con i Thaon.
Nel mese di marzo dello stesso anno, Ignazio Thaon inviò una lettera al cancelliere Metternich perché intercedesse presso l'imperatore Francesco I d'Asburgo a favore di Silvio Pellico, condannato dal tribunale Lombardo-Veneto a 15 anni di duro carcere nel processo contro la setta dei Federati. Dall'imperatore ricevette un prevedibile diniego ma attesta la stima e l'alta considerazione da parte del Metternich. Esortò Carlo Felice a ridurre la questione della responsabilità di Carlo Alberto di Savoia principe di Carignano a un affare di famiglia, di cui non dovessero ingerirsi le potenze internazionali. 

### Gli ultimi anni
Riassunse in seguito il governatorato di Torino che mantenne sino alla morte, nel 1835.
Fu nominato maresciallo di Savoia (1829) e nel 1831, vicepresidente del Consiglio di stato.
Venne insignito del Ordine dei Santi Maurizio e Lazzaro, commendatore del Merito Militare di Savoia e il 15 agosto 1820, cavaliere dell'Ordine Supremo della Santissima Annunziata.

## Testamento
Thaon si distinse anche per le sue doti di eccellente latinista, componendo un libro di memorie e diverse opere di natura storico-politiche 'De la révolution du Piémont avec des observations sur les diverses formes de gouvernement' (Losanna 1822), 'Testament politique' (Parigi 1826), e di guerre 'Mem. sur la guerre des Alpes... tirés des papiers du comte Ignace Thaon de Revel' di Bartolommeo Aquarone (Torino 1871).
L. Arimattei riporta nel suo libro "Una dinastia di uomini illustri: la famiglia Thaon di Revel" (Faenza, 1937), alcune massime del pensiero politico di Ignazio Isidoro quali:
" I sistemi politici non devono essere fatti per un mondo ideale ma per uomini come sono, come furono e come potranno essere".
"Si mettono in contrasto i popoli con la realtà, presentando loro come possibile una perfezione che è una chimera. La storia attesta che ciascun popolo, il quale ha tentato di mettere in pratica teorie astratte, si è sempre avviato alla più grande rovina."

## Matrimonio e discendenza
Sposò Sabina, dei conti Spitalieri di Cessole, ed ebbe da lei dodici figli: Federico, Carolina, Leonello, Ottavio, Orazio, Alessandro, Marziano, Flavia, Carlo Francesco, Adriano, Ersilia e Genova.
Pressoché tutti i figli maschi intraprendono la carriera militare: Federico (1799-1824) divenne Sottotenente nelle Guardie e Aiutante di campo del padre; Leonello (1802-1843), Capitanano di Stato Maggiore, gentiluomo di camera e cavigliere dei S.S. Maurizio e Lazzaro e di Leopoldo d’Austria; Marziano (1807-1884) colonnello di Fanteria, maresciallo della Guardia del Corpo e scudiere del Re; Carlo Francesco (1811-1870, maggiore nei Granatieri e capitano delle Guardie.
Degni di nota per la loro carriera sono:
- Adriano (1813 - 1854), ministro plenipotenziario a Vienna ed a Londra. Gran Cordone SS. Maurizio e Lazzaro, prima vittima del colera a Torino[15].
- Ottavio, senatore del regno d'Italia nel 1861[16] ministro delle finanze e firmatario dello Statuto Albertino.
- Genova, generale, ministro della guerra, senatore del regno e diplomatico. Riceve una medaglia d’oro e due d’argento al valore militare.